# Distretto di Ulus
Il distretto di Ulus (in turco Ulus ilçesi) è uno dei distretti della provincia di Bartın, in Turchia.